# Quaristice.Quadrange.ep.ae
Quaristice.Quadrange.ep.ae a címe az Autechre brit IDM duó 2008-as középlemezének. A kiadvány több szám alternatív verzióját is tartalmazza a Quaristice albumról. Annak ellenére, hogy a mű teljes hossza több mint két óra, hivatalosan EP, azaz középlemezként adták ki. Elsőként digitális formában adták ki a bleep.com weboldalon keresztül május 19-én. Az iTunes zeneáruházban háromszor nyégy, plusz egy szám formájában lehet megvásárolni a lemezt Quaristice.PPP9.ep.ae, Quaristice.9T9P.ep.ae, Quaristice.c9Pn.ep.ae, valamint Quaristice.Subrange.ep.ae címen.

## Számlista
1. "The Plc ccc"  – 10:04
2. "Perlence range 7"  – 10:13
3. "Perlence Suns"  – 4:06
4. "90101-51-6"  – 8:45
5. "9013-2"  – 2:01
6. "Tkakanren"  – 10:23
7. "90101-51-19"  – 12:47
8. "Perlence subrange 3"  – 7:06
9. "chenc9-1dub"  – 3:48
10. "9010171-121"  – 4:32
11. "Perlence losid 2"  – 7:27
12. "notwotwo"  – 9:36
13. "Perlence subrange 6-36"  – 58:35

## Külső hivatkozások
- Quaristice.Quadrange.ae.ep Warp Records
- Quaristice.Quadrange.ae.ep Bleep.com